# Les Chapieux
Les Chapieux est un lieu-dit de France situé en Savoie, dans la commune de Bourg-Saint-Maurice. Entouré par les massifs du Beaufortain et du Mont-Blanc, il se trouve au débouché de la vallée des Glaciers, en amont de celle des Chapieux, au pied du Cormet de Roselend. Il comporte quelques habitations secondaires privées, un refuge, un aire de camping, un centre de vacances, quelques bars et restaurants, un centre d'informations touristiques ainsi qu'un grand parking qui sert de point de départ à la navette desservant la Ville des Glaciers.